# Coppa d'Asia 1984
La Coppa d'Asia 1984 è stata l'ottava edizione della Coppa d'Asia. La fase finale si è disputata a Singapore dal 1º dicembre al 16 dicembre 1984 e fu vinta dall'Arabia Saudita, che ottenne così il suo primo successo nella competizione.

## Fase finale

### Fase a gironi

#### Gruppo A
| Squadre        | G | V | Pa | Pe | GF | GS | Pti |
| -------------- | - | - | -- | -- | -- | -- | --- |
| Arabia Saudita | 4 | 2 | 2  | 0  | 4  | 2  | 6   |
| Kuwait         | 4 | 2 | 1  | 1  | 4  | 2  | 5   |
| Qatar          | 4 | 1 | 2  | 1  | 3  | 3  | 4   |
| Siria          | 4 | 1 | 1  | 2  | 3  | 5  | 3   |
| Corea del Sud  | 4 | 0 | 2  | 2  | 1  | 3  | 2   |

1º dicembre
| Qatar | 1 - 1 | Siria |

2 dicembre
| Arabia Saudita | 1 - 1 | Corea del Sud |

3 dicembre
| Kuwait | 1 - 0 | Qatar |

4 dicembre
| Arabia Saudita | 1 - 0 | Siria |

5 dicembre
| Kuwait | 0 - 0 | Corea del Sud |

7 dicembre
| Siria | 1 - 0 | Corea del Sud |

8 dicembre
| Arabia Saudita | 1 - 1 | Qatar |

9 dicembre
| Kuwait | 3 - 1 | Siria |

10 dicembre
| Qatar | 1 - 0 | Corea del Sud |

11 dicembre
| Arabia Saudita | 1 - 0 | Kuwait |

#### Gruppo B
| Squadre             | G | V | Pa | Pe | GF | GS | Pti |
| ------------------- | - | - | -- | -- | -- | -- | --- |
| Cina                | 4 | 3 | 0  | 1  | 10 | 2  | 6   |
| Iran                | 4 | 2 | 2  | 0  | 6  | 1  | 6   |
| Emirati Arabi Uniti | 4 | 2 | 0  | 2  | 3  | 8  | 4   |
| Singapore           | 4 | 1 | 1  | 2  | 3  | 4  | 3   |
| India               | 4 | 0 | 1  | 3  | 0  | 7  | 1   |

1º dicembre
| Iran | 3 - 0 | Emirati Arabi Uniti |

2 dicembre
| Singapore | 2 - 0 | India |

3 dicembre
| Cina | 0 - 2 | Iran |

4 dicembre
| Emirati Arabi Uniti | 2 - 0 | India |

5 dicembre
| Singapore | 0 - 2 | Cina |

7 dicembre
| Iran | 0 - 0 | India |

8 dicembre
| Singapore | 0 - 1 | Emirati Arabi Uniti |

9 dicembre
| Cina | 3 - 0 | India |

10 dicembre
| Singapore | 1 - 1 | Iran |

11 dicembre
| Cina | 5 - 0 | Emirati Arabi Uniti |

### Fase a eliminazione diretta

#### Semifinali
| 13 dicembre 1984                                               | Arabia Saudita | 1 – 1 (dts) 5-4 (rig.) | Iran | Singapore |
| \| \| \| \| \| Bayani 87' (aut.) \| Marcatori \| Bayani 43' \| |                |                        |      |           |
|                                                                |                |                        |      |           |
| Bayani 87' (aut.)                                              | Marcatori      | Bayani 43'             |      |           |

| 14 dicembre 1984                                 | Cina      | 1 – 0 (dts) | Kuwait | Singapore |
| \| \| \| \| \| Li Huayun 108' \| Marcatori \| \| |           |             |        |           |
|                                                  |           |             |        |           |
| Li Huayun 108'                                   | Marcatori |             |        |           |

#### Finale 3º/4º posto
| 16 dicembre 1984                                                 | Kuwait    | 1 – 1 (dts) 5-4 (rig.) | Iran | Singapore |
| \| \| \| \| \| Al-Haddad 21' \| Marcatori \| Mohamedkhani 81' \| |           |                        |      |           |
|                                                                  |           |                        |      |           |
| Al-Haddad 21'                                                    | Marcatori | Mohamedkhani 81'       |      |           |

#### Finale
| 15 dicembre 1984                                              | Arabia Saudita | 2 – 0 | Cina | Singapore |
| \| \| \| \| \| Saharvonio 10' Abdullah 47' \| Marcatori \| \| |                |       |      |           |
|                                                               |                |       |      |           |
| Saharvonio 10' Abdullah 47'                                   | Marcatori      |       |      |           |

### Tabellone
|  | Semifinali            | Semifinali            | Semifinali |      |                | Finale          | Finale          | Finale          |  |
|  |                       |                       |            |      |                |                 |                 |                 |  |
|  | Arabia Saudita (rig.) | Arabia Saudita (rig.) | 1 (5)      |      |                |                 |                 |                 |  |
|  | Arabia Saudita (rig.) | Arabia Saudita (rig.) | 1 (5)      |      |                |                 |                 |                 |  |
|  | Iran                  | Iran                  | 1 (4)      |      |                |                 |                 |                 |  |
|  | Iran                  | Iran                  | 1 (4)      |      | Arabia Saudita | Arabia Saudita  | 2               |                 |  |
|  |                       |                       |            |      | Arabia Saudita | Arabia Saudita  | 2               |                 |  |
|  |                       |                       | Cina       | Cina | 0              |                 |                 |                 |  |
|  | Cina                  | Cina                  | Cina       | Cina | 0              | 1               |                 |                 |  |
|  | Cina                  | Cina                  |            |      |                | 1               |                 |                 |  |
|  | Kuwait                | Kuwait                | 0          |      |                | Finale 3º posto | Finale 3º posto | Finale 3º posto |  |
|  | Kuwait                | Kuwait                | 0          |      |                |                 |                 |                 |  |
|  |                       |                       |            |      |                |                 |                 |                 |  |
|  |                       |                       |            |      |                | Kuwait (rig.)   | Kuwait (rig.)   | 1 (5)           |  |
|  |                       |                       |            |      |                | Kuwait (rig.)   | Kuwait (rig.)   | 1 (5)           |  |
|  |                       |                       |            |      |                | Iran            | Iran            | 1 (3)           |  |

| Vincitori Coppa d'Asia AFC 1984 Arabia Saudita 1º titolo |

## Premi

### MVP (miglior giocatore)
- Jia Xiuquan

### Capocannoniere
- Jia Xiuquan - 3 gol